# Sigrid Calamnius
Sigrid Calamnius född Sigrid Anna Sofia Calamnius 10 mars 1866 i Helsingfors, Finland, död 16 april 1947 i Engelbrekts församling, Stockholm, var en finlandssvensk manusförfattare och författare. Hon var främst aktiv i som manusförfattare i början av 1910-talet.
Sigrid Calamnius flyttade till Stockholm 1895.

## Filmmanus
- 1912 – De svarta maskerna
- 1913 – När kärleken dödar
- 1914 – Bröderna